# Agesípolis III
Agesípolis III (Agesipolis, griego antiguo Ἀγησίπολις) fue el trigésimo primer rey de la dinastía real agíada de Esparta. Era hijo de Agesípolis y nieto de Cleómbroto II.
Accedió al trono tras dos años de crisis provocada por la derrota y huida de Cleómenes III, tras las cuales fue destituido Fue elegido rey siendo menor de edad; fue puesto bajo la tutela de su tío Cleómenes (hijo de Cleómbroto II) en 222 a. C., pero quien realmente gobernaba era Licurgo, quien había usurpado el trono de los euripóntidas. En un momento incierto, quizá hacia el año 215 a. C., Agesípolis, fue depuesto y condenado al destierro por su colega, o tal vez cuando murió Cleómenes en 219 a. C. en su destierro en Alejandría, en la corte de Ptolomeo IV Filopátor. Licurgo se proclamó rey único, convirtiendo de iure la diarquía en monarquía.
Agesípolis intentó en varias ocasiones recuperar el trono. Con este propósito, en 195 a. C., Agesípolis dirigió a los exiliados lacedemonios que se unieron a la expedición de Tito Quincio Flaminino contra el tirano espartano Nabis, pero no lo consiguió. (Véase Guerra contra Nabis).
En 183 a. C., encabezó una embajada en nombre de los exiliados lacedemonios que navegaba hacia Roma a solicitar ayuda para los problemas internos de Esparta, pero durante la travesía el barco fue atacado por unos piratas, y fue asesinado junto con otros exiliados. Fue el último rey representante de la dinastía agíada.